# Itirapuã
Itirapuã là một đô thị ở bang São Paulo của Brasil. 
Đô thị này nằm ở vĩ độ 20º38'27" độ vĩ nam và kinh độ 47º13'09" độ vĩ tây, trên khu vực có độ cao 865 m. Dân số năm 2004 ước tính là 5.601 người, diện tích 161,49 km².

## Thông tin nhân khẩu
Dữ liệu dân số theo điều tra dân số năm 2000
Tổng dân số: 5.412
- Dân số thành thị: 4.312
- Dân số nông thôn: 1.100
- Nam giới: 2.821
- Nữ giới: 2.591

Mật độ dân số (người/km²): 33,53
Tỷ lệ tử vong trẻ sơ sinh dưới 1 tuổi (trên một triệu người): 17,51
Tuổi thọ bình quân (tuổi): 70,36
Tỷ lệ sinh (số trẻ trên mỗi bà mẹ): 2,98
Tỷ lệ biết đọc biết viết: 87,89%
Chỉ số phát triển con người (HDI-M): 0,760
- Chỉ số phát triển con người - Thu nhập: 0,673
- Chỉ số phát triển con người - Tuổi thọ: 0,756
- Chỉ số phát triển con người - Giáo dục: 0,852

(Nguồn: IPEADATA)